# Повіт Абасірі
Пові́т Абасі́рі (яп. 網走郡, あばしりぐん, МФА: [abaɕiɾʲi guɴ]) — повіт в Японії, в окрузі Охотськ префектури Хоккайдо.